# Bullewijk
Le Bullewijk est une petite rivière néerlandaise de la Hollande-Septentrionale. Sa longueur est d'environ 3 km.
Le Bullewijk coule entre l'Amstel et le carrefour du Waver avec le Holendrecht. Il traverse Ouderkerk aan de Amstel et passe sous l'A9. Il a donné son nom à une station du métro d'Amsterdam.

## Source
- (nl) Cet article est partiellement ou en totalité issu de l’article de Wikipédia en néerlandais intitulé « Bullewijk » (voir la liste des auteurs).